# Phrynopus iatamasi
Phrynopus iatamasi là một loài ếch trong họ Leptodactylidae. Chúng là loài đặc hữu của Bolivia.
Các môi trường sống tự nhiên của chúng là các khu rừng vùng núi ẩm nhiệt đới hoặc cận nhiệt đới và đồng cỏ ở cao nhiệt đới hoặc cận nhiệt đới.